# Willi Martinali
Willi Martinali (Beek en Donk, 22 november 1914 - Deurne, 22 november 1983) was een Nederlands schilder en textielkunstenaar.
Martinali kwam aan het begin van de Tweede Wereldoorlog naar Deurne en woonde daar onder meer in de Houtenhoek, aan de Liesselseweg en het Haageind en in de bossen van de Walsberg. Zijn neef Jack Harden, een zoon van zijn zuster, woonde bij hem in. Harden zou later ook als kunstenaar bekend worden. Martinali was bevriend met Jan van Gemert, die bij hem woonde in de periode 1941-1944 en met wie hij na de oorlog enige tijd cursussen 'Vrije Expressie' gaf.
Hij was een vriend en inspirator van Gerrit van Bakel. Carel Swinkels had een biografie over Martinali willen schrijven, dat is echter nooit gebeurd.